# LT vz. 35
Lo LT vz. 35, abbreviazione della dicitura completa Lehký Tank vzor 35, è stato un carro armato leggero cecoslovacco ideato nella prima metà degli anni trenta, armato con due mitragliatrici e un cannone da 37 mm. Ordinato in alcune centinaia di esemplari dall'Esercito cecoslovacco, fu però utilizzato operativamente dalla Wehrmacht con la nuova denominazione Panzerkampfwagen 35(t), accorciata in Panzer 35(t).
Il mezzo costituì una parte importante dei reparti blindati tedeschi tra la fine del 1939 e l'inizio del 1942, quando ormai era diventato obsoleto. Gli esemplari ancora integri furono pertanto ceduti dalla Germania alle nazioni alleate di Ungheria e Romania, le quali ne fecero un uso prolungato; non solo, l'affidabile scafo e la meccanica furono adoperati per la produzione di alcuni semoventi cacciacarri. La Bulgaria acquistò un piccolo lotto di LT vz. 35 prima dello scoppio della seconda guerra mondiale e li mantenne in servizio a lungo, alcuni esemplari erano in servizio in Slovacchia durante la guerra slovacco-ungherese.

## Sviluppo e produzione
Nel periodo tra le due guerre mondiali nella nuova nazione cecoslovacca crebbe un'industria militare all'avanguardia, in grado di progettare e realizzare in maniera del tutto indipendente carri leggeri e medi. Nell'ottobre del 1934 l'esercito cecoslovacco richiese alle officine Škoda lo sviluppo di un nuovo modello di carro armato medio-leggero; il veicolo, denominato inizialmente Š-IIa e basato su un precedente studio Škoda per un carro da 8 tonnellate, venne realizzato in due prototipi l'anno dopo.
Le prove pratiche dimostrarono che il veicolo era ben lungi dall'essere pronto per la produzione e che necessitava di molte modifiche e migliorie, tuttavia già nell'ottobre 1935 ne venne ordinato un primo lotto di 160 esemplari; la fretta di mettere in produzione il nuovo carro era motivata dalla preoccupazione suscitata in Cecoslovacchia dal nuovo cancelliere della vicina Germania, Adolf Hitler, il quale non faceva segreto delle sue simpatie per la minoranza tedesca presente nel paese.
I primi veicoli iniziarono ad essere consegnati nel luglio del 1936, denominati ufficialmente LT vz. 35 (sigla che indicava "carro leggero, modello 1935").
Nel novembre del 1937 fu ordinato un secondo lotto di 103 veicoli, seguito da un terzo di 35 unità nel 1938. Nel frattempo anche l'Esercito rumeno aveva dimostrato interesse per il carro ceco e nell'agosto 1936 emise un ordine per 126 carri, denominati "R-2" e consegnati a partire dal maggio 1937. Altri dieci esemplari, ordinati dal governo afgano nel 1938 con il nome di "T-11" e dotati di un armamento principale migliorato, furono dirottati verso l'Esercito bulgaro l'anno dopo dietro ordine dei nuovi occupanti tedeschi. Sofia li mantenne in servizio fino al 1950.
La Germania ordinò la costruzione di ulteriori 219 esemplari una volta inglobata la Cecoslovacchia. Prima della guerra tra gli acquirenti figurarono, oltre a quelli già menzionati, anche l'Austria, l'Ungheria, la Lettonia, il Perù, la Svezia, la Svizzera e la Turchia.

## Varianti

### I TACAM e l'R-3
L'esercito rumeno sviluppò dall'R-2 anche un semovente cacciacarri, il TACAM R-2 (tun anticar pe afet mobil in rumeno). Gli studi, iniziati nel 1943 e diretti dal tenente colonnello Constantin Ghiulai, portarono alla costruzione di un prototipo pronto il 24 ottobre, subito fu testato nei dintorni della città di Sudiți. Nel febbraio del 1944 ne furono ordinati 40, ma solo 20 oltre al prototipo poterono uscire dalla fabbrica Leonida perché sorsero numerosi problemi tecnici.
Il mezzo non entrò in servizio prima che i sovietici conquistassero il paese, perciò il T.A.C.A.M. alla fine fu usato contro i tedeschi dai militari dell'Armata Rossa.
L'armamento era costituito da un cannone 76,2 mm M1936 o 76 mm M1942, entrambi catturati all'Armata Rossa, montati in una struttura aperta e poco corazzata sopra lo scafo, al posto della torretta. Non ci furono altri cambiamenti, e i proiettili erano trenta. Il peso ammontava a 11.500 kg, l'autonomia su strada era di 190 km e la velocità massima di 34 km/h. A causa della scarsità di munizioni sovietiche, la Romania produsse i proiettili per equipaggiare il veicolo, capaci di distruggere un T-34/85 a 600 m di distanza.
Fu proposto anche di installare il cannone tedesco 8,8 cm PaK 43 L/70 o il locale 75 mm modello 1943, ma nella pratica queste idee non trovarono applicazione. Il T.A.C.A.M. fu prodotto anche basandosi sul carro sovietico T-60, dando così vita al TACAM T-60, fabbricato in circa 35 esemplari nel 1943 e utilizzato per contrastare i sovietici nel 1944. Furono condotti test anche con i carri T-26 e BT. Oggi un T.A.C.A.M. R-2 è nel Museo Nazionale Militare di Bucarest.
Durante la guerra la Romania derivò dal S-II-c il carro armato medio R-3, che doveva essere realizzato su licenza dopo ripetuti tentativi di acquisto andati a vuoto. Per ragioni politiche ed a causa delle limitate capacità industriali della Škoda e dell'industria romena il progetto fallì.

### Turán I e Zrínyi
Il Regno d'Ungheria acquistò due prototipi derivati dall'LT vz. 35 nel 1940 noti come T-22 o S-IIc e che ne rappresentavano l'evoluzione in carro armato medio.
A partire dal 1942, e fino al 1944, fu prodotto il 40M Turán I, poco più che una copia del T-22 e armato con un cannone da 40 mm L/51, seguito nel 1943 dal 41M Turán II, dotato di un cannone da 75 mm L/25, e nel 1944 dal Turán III, che però rimase solo un prototipo e avrebbe dovuto montare un pezzo da 75 mm L/43. Da questi modelli prese vita anche il cannone d'assalto 43M Zrínyi II, armato con un efficace cannone da 105 mm e prodotto in una sessantina di esemplari durante il 1943 e la prima metà del 1944..

## Struttura

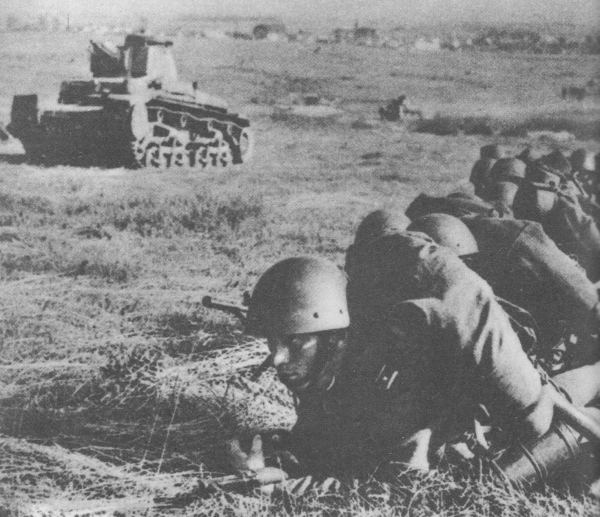
Un LT vz. 35 durante un'esercitazione cecoslovacca: il carro non combatté mai sotto le insegne nazionali

Dal punto di vista tecnico il carro LT vz. 35 adottava soluzioni valide e moderne, e possedeva capacità operative assai buone. Le sospensioni erano costituite da quattro carrelli per lato, ciascuno con due piccole ruote; i carrelli erano uniti a gruppi di due, dotati di sospensioni a pacchetti lamellari. A completamento del treno di rotolamento vi erano quattro ruotini reggicingolo, una ruota motrice posteriore ed una di rinvio anteriore.
La blindatura era costituita da lamiere pressoché verticali tenute insieme da rivetti; lo spessore andava da un minimo di 8 mm ad un massimo di 25 mm.
Il motore era uno Škoda T-11 a benzina da 120 cavalli, montato posteriormente e abbinato ad un cambio con sei marce avanti e una indietro. Il cambio marcia e lo sterzo erano assistiti da un servomeccanismo ad aria compressa, che consentiva un utilizzo facile e lunghe percorrenze (oltre 200 km al giorno) senza affaticamento del pilota, ma questo sistema subì numerosi guasti a causa delle basse temperature del fronte orientale.
L'equipaggio era costituito da tre uomini: capocarro-cannoniere in torretta, pilota e mitragliere/radiofonista nello scafo.
L'armamento in torretta era costituito da un cannone semiautomatico da 37,2 mm Škoda tipo A3 vz. 34, una delle armi tra le più efficaci del periodo, al quale era abbinata una mitragliatrice coassiale da 7,92 mm tipo TK vz. 35 (TK vz. 37 a partire dal 1938). Un'altra mitragliatrice identica era presente nella parte anteriore dello scafo. La dotazione era di 72 colpi per l'arma principale, e 1.800 per le mitragliatrici.
La torretta era dotata di un'ampia cupola per il capocarro, il quale poteva osservare l'esterno grazie a quattro periscopi corazzati.
Nemmeno la radio era comune nei mezzi corazzati degli anni trenta ma questi carri furono tra i primi a possederne una come dotazione standard.

## Servizio

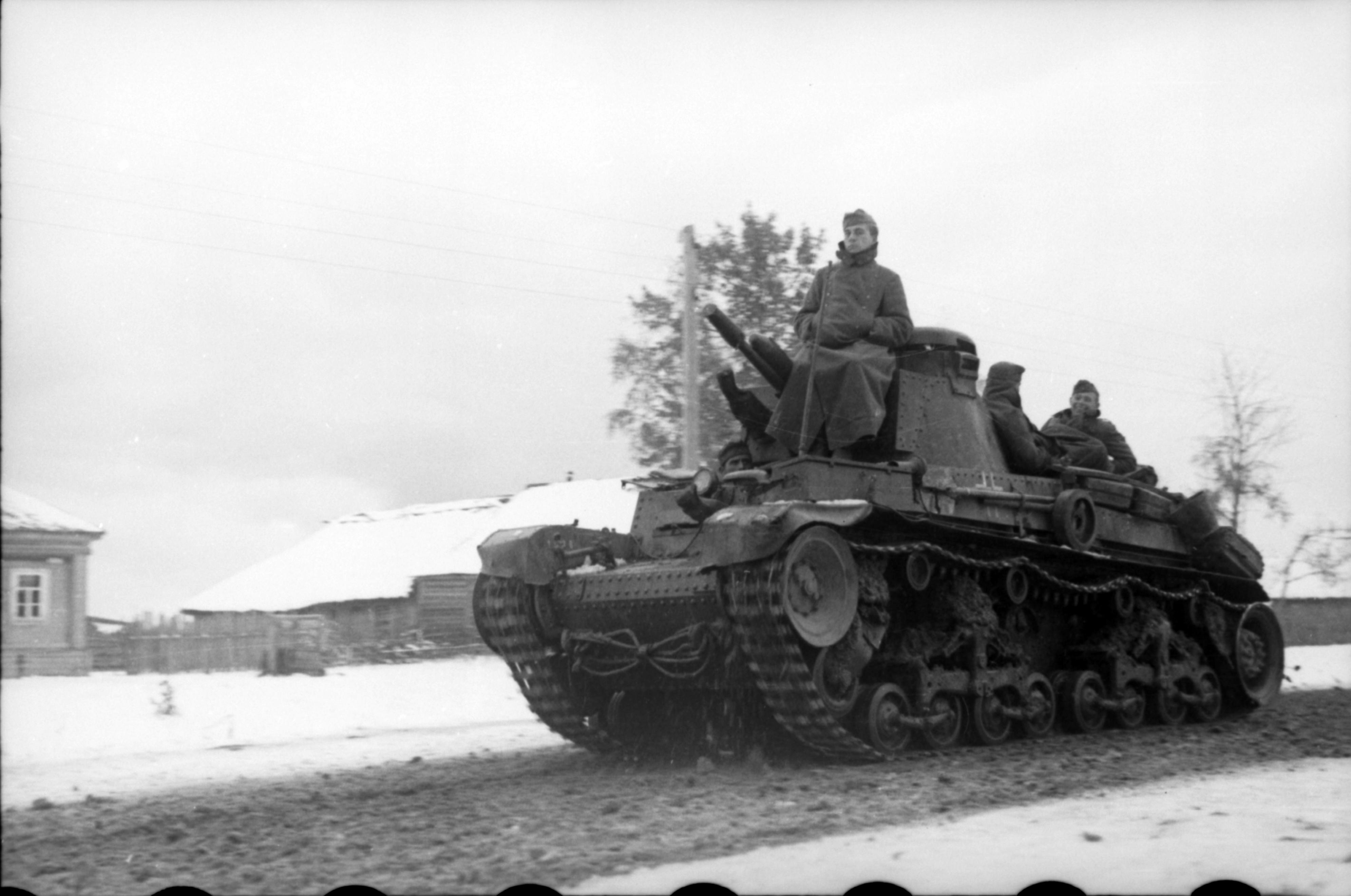
Panzer 35(t) fotografato nell'ottobre 1941 in Unione Sovietica

Il veicolo fu utilizzato inizialmente dalla Cecoslovacchia, ma dopo l'annessione da parte tedesca entrò in servizio anche nella Panzerwaffe, che ne fece largo uso. Inizialmente furono requisiti quasi tutti i mezzi già prodotti, mentre la produzione successiva comportò altri 219 veicoli. 79 veicoli rimasero all'esercito slovacco che li assegnò alla 3ª Divisione veloce, inviata in seguito a supporto dei tedeschi al fronte orientale, e alcuni di loro parteciparono anche all'insurrezione nazionale slovacca.
Nell'esercito tedesco, che gli assegnò il nome di PzKpfw 35(t) (la "t" stava ad indicare tschechisch, "ceco" in tedesco), i carri ricevettero un quarto membro di equipaggio, un servente in torretta per il cannone, in modo da ridurre il carico di lavoro per il capocarro. Per molto tempo nella Panzerwaffe fu effettivamente un carro importante.
All'epoca la scarsità di mezzi corazzati era tale che essi vennero prontamente girati alla 1. Leichte-Division prima, che li utilizzò nella campagna di Polonia, e alla 6. Panzer-Division dopo, giusto in tempo per la campagna di Francia della primavera 1940. I carri si dimostrarono validi, sufficientemente armati e mobili, anche se protetti in maniera relativamente modesta. Essi parteciparono anche all'operazione Barbarossa del 1941 contro l'URSS, dove si rivelò antiquato.
Nel 1942 gli ultimi 178 LT vz. 35 furono relegati in seconda linea (operazioni di polizia o antipartigiane) e usati come trattori d'artiglieria. Alcune torrette furono smontate e usate come artiglieria costiera in Danimarca e in Corsica.